# بيلي ديفيز
بيلي ديفيز (بالإنجليزية: Billy Davies)‏ (1 يناير 1883 المملكة المتحدة - 1 يناير 1960) هو لاعب كرة قدم بريطاني سابق كان يلعب كمهاجم.